# NGC 3134
NGC 3134 je galaksija u zviježđu Lavu.

## Vanjske poveznice
- SEDS: NGC 3134